# Perkinsiana milae
Perkinsiana milae är en ringmaskart som beskrevs av Giangrande och Gambi 1997. Perkinsiana milae ingår i släktet Perkinsiana och familjen Sabellidae. Inga underarter finns listade i Catalogue of Life.